# آمریکانو (کوکتل)
آمریکانو (به ایتالیایی: Americano) نوعی کوکتل از ترکیب کامپاری, ورموت و سودا است. گذشته ساخت این کوکتل به سال ۱۸۶۰ باز می‌گردد. نام پیشین آن با توجه به محل اصلی تولید کامپاری٬ میلانو-تورینو در ایتالیا بود.

## تاریخ
این کوکتل اولین بار در سال ۱۸۶۰ در بار خالق Gaspare Campari، Caffè Campari در میلان سرو شد، یک مرد آمریکایی که تصور می کرد کامپاری یک نوشیدنی طولانی است، آن را سفارش داد، از آن متنفر بود و گفت که بهتر است به صورت سرد سرو شود. و گازدار او یک کامپاری و نوشابه سفارش داد که خیلی تلخ شد. پس از چند بار تکرار، او و بارمن محترم تصمیم گرفتند که ورموث را به عنوان یک ترکیب عالی انتخاب کنند.
این نتیجه مستقیم "Milano-Torino" (میلانو تورینو) است که شامل کمپاری (Campari)، لیکور تلخ از میلان (میلانو) و Punt e Mes (پونت اه ماس)، ورموت از تورین (تورینو) بود، اما فاقد آب سودا بود.